# Eurycotis abdominalis
Eurycotis abdominalis är en kackerlacksart som beskrevs av Morgan Hebard 1916. Eurycotis abdominalis ingår i släktet Eurycotis och familjen storkackerlackor. Inga underarter finns listade i Catalogue of Life.